# I liga paragwajska w piłce nożnej (1943)
Mistrzem Paragwaju został klub Club Libertad, natomiast wicemistrzem Paragwaju - Club Olimpia.
Mistrzostwa rozegrano systemem każdy z każdym mecz i rewanż. Najlepszy w tabeli klub został mistrzem Paragwaju.
Z ligi nikt nie spadł i nikt nie awansował.

## Primera División

### Kolejka 1
| Mecz                                      |
| ----------------------------------------- |
| Club Presidente Hayes - Club Libertad 2:1 |

### Tabela końcowa sezonu 1943
| Poz | Klub                  | Mecze | Zw | Rem | Por | Pkt | BrZd | BrStr |
| --- | --------------------- | ----- | -- | --- | --- | --- | ---- | ----- |
| 1   | Club Libertad         | 18    | 14 | 3   | 1   | 31  | 55   | 22    |
| 2   | Club Olimpia          | 18    | 10 | 3   | 5   | 23  | 37   | 30    |
| 3   | Club Sol de América   | 18    | 8  | 6   | 4   | 22  | 38   | 30    |
| 4   | Club Guaraní          | 18    | 9  | 1   | 8   | 19  | 47   | 39    |
| 5   | Cerro Porteño         | 18    | 9  | 1   | 8   | 19  | 41   | 37    |
| 6   | Club Nacional         | 18    | 6  | 4   | 8   | 16  | 34   | 43    |
| 7   | Atlántida SC          | 18    | 5  | 4   | 9   | 14  | 33   | 40    |
| 8   | Club Presidente Hayes | 18    | 5  | 4   | 9   | 14  | 27   | 43    |
| 9   | Club River Plate      | 18    | 4  | 5   | 9   | 13  | 31   | 43    |
| 10  | Sportivo Luqueño      | 18    | 4  | 3   | 11  | 11  | 25   | 37    |

## Klasyfikacja strzelców w sezonie 1943
| Gole | Piłkarz       | Klub         |
| ---- | ------------- | ------------ |
| 27   | Atilio Melone | Club Guaraní |